# Eleanor Antin
Eleanor Antin (Nova York, 27 de febrer del 1935) és una artista feminista estatunidenca.
La seva carrera artística va començar amb l'art conceptual, una de les seves obres més destacades d'aquesta etapa és "Blood of a Poet Box Arxivat 2016-04-25 a Wayback Machine.". Malgrat ser una artista multidisciplinària, és l'àmbit fotogràfic on més èxits ha aconseguit amb les seves interpretacions del món antic sota una atmosfera de burla contemporània a incloure a turistes dins de mites grecs.

## Obra
Al llarg de la seva carrera artística, el principal interès d'Eleanor Antin ha estat la identitat, el seu caràcter fictici i artificiós, així com, implícitament, el marge de llibertat que ofereix per a la transformació. El procés d'exploració de la identitat personal ha portat Antin a crear una al·legoria del jo dividit en tres: ballarina, rei i infermera. En les seves performances, fotografies, pel·lícules, vídeos, instal·lacions, dibuixos i textos, aquests tres personatges poden acabar controlant l'artista. En aquest sentit, Antin diu el següent: «M’interessa definir els límits de mi mateixa. Considero que els típics paràmetres que ens ajuden a definir-nos (sexe, edat, aptituds, espai i temps) no són més que limitacions tiràniques a la nostra llibertat d'elecció». L'únic personatge masculí d'Antin, The King of Solana Beach (El rei de Solana Beach, 1974-1975), porta una camisa blanca amb pitrera i una capa, però no sembla en absolut que intenti negar el seu cos femení. En abstenir-se deliberadament de mostrar-se com un home i no utilitzar símbols de dominació com la corona, l'artista posa l'autoritat del patriarcat al descobert. En el seu treball The People Were Enchanted (La gent estava encantada), Antin parodia el narcisisme de l'home dirigent i, mentre es passeja pel seu regne, saluda amablement els seus súbdits i es deixa adular.

## Exposicions destacades
- "100 Boots" al MoMA, 1973, Nova York,[3] Nova York.
- "Eleanor Antin, RN (fuita de la torre, segueix sent la mateixa vella història)" a la torre del rellotge de 1976, Nova York, Nova York.[4]
- "La ballarina" al Whitney Museum of American Art, 1978, Nova York, Nova York.[4]
- "Eleanor Antin a Marianne Deson Galeria 15 de juny -. De juliol de 1979. Chicago, Illinois.[5]
- "Àngel de la Misericòrdia" a l'Institut de Los Angeles d'Art Contemporani, 1981, Los Angeles, Califòrnia.[4]
- "L'home sense món" al San Diego Museum of Contemporary Art, 1991, La Jolla, Califòrnia.[4]
- "Eleanor Antin retrospectiu" a Los Angeles Museu d'Art del Comtat, 23 de maig - 30. Agost de 1999, Los Angeles, Califòrnia.[6]
- "Ocupació múltiple: Eleanor Antin 'Jos'". Wallach a la galeria d'art de la Universitat de Colúmbia 4 de setembre - 7 desembre 2013 Nova York, Nova York.[7]